# بوستونی‌ها
بوستونی‌ها (انگلیسی: The Bostonians) فیلمی به کارگردانی جیمز ایوری است که در سال ۱۹۸۴ منتشر شد.

## بازیگران
- کریستوفر ریو
- ونسا ردگریو
- جسیکا تندی
- مدلن پاتر
- نانسی مارچاند
- ویسلی دیود
- لیندا هانت
- والاس شاون